# Katrin Herbel
Katrin Herbel (* 1972 in Heilbronn) ist eine deutsche Videokünstlerin und Performance-Künstlerin.
Nach ersten Arbeiten mit verschiedenen regionalen Gruppen studierte Herbel von 1994 bis 2001 Freie Kunst an der Hochschule für Bildende Künste Braunschweig, zunächst bei Mara Mattuschka, ab 1997 bei Marina Abramović. Im Jahr 2000 erhielt sie ein Atelierstipendium des Landes Niedersachsen im Künstlerdorf Schöppingen.
Ihre Arbeiten waren 1996 und 1997 beim Filmfest in Braunschweig und 1998 beim European Media Art Festival in Osnabrück sowie im Fridericianum in Kassel zu sehen. 1999 nahm sie an der Ausstellung „Fresh Air“ der Abramovic-Klasse in Weimar teil. 2001 nahm sie an einer Ausstellung von Meisterarbeiten im Kunstverein Braunschweig teil. 2002 waren ihre Arbeiten im Alten Wiehrebahnhof in Freiburg im Breisgau zu sehen. Weitere Arbeiten von ihr wurden im Irish Museum of Modern Art in Dublin und beim ISCM World New Music Festival 2006 im Forum Neues Musiktheater an der Staatsoper Stuttgart gezeigt. Außerdem trat sie als Illustratorin eines Buches von Michael Wagener und als Mitglied der Künstlergruppen Winf und Independent Performance Group in Erscheinung.